# Fast Analysis Solution Technique
Fast Analysis Solution Technique (FAST) é uma técnica de melhoria de processos criada pela IBM, em meados dos anos 80, e posteriormente  aperfeiçoada pela empresas General Electric e Ford Motors e adotada pela Ernst & Young como EXPRESS.

## Metodologia
A ideia mestre desse modelo é : "rápida ação, rápido resultado". Um grupo de colaboradores foca a atenção em um único processo por vez. Em reunião de um ou dois dias, estabelecem metas de melhorias a serem implantadas dentro dos noventa dias seguintes. As raízes potenciais dos problemas são identificadas e as melhorias são discutidas e, se aprovadas, são executadas.

## Benefícios
Os benefícios previstos incluem a redução de custos, a rapidez na discussão e a implantação de melhorias e redução de 5 a 15% na taxa de erros.

## Etapas
Basicamente, uma solução FAST cumpre as seguintes etapas:
1. Identificação do problema ou processo candidato à FAST;
2. Suporte de um patrocinador de alto nível na organização, com responsabilidade sobre o processo candidato;
3. Formação da equipe e definição dos objetivos, que devem ser aprovados pelo patrocinador;
4. Reunião de análise do processo e definição das ações a serem implementadas para melhoria de seus resultados. Somente deverão ser contempladas ações que estejam na alçada do patrocinador e da equipe e que possam ser implementadas em três meses. As demais são separadas para análise futura;
5. Consenso da equipe quanto à implantação das recomendações que serão apresentadas ao patrocinador;
6. Aprovação/reprovação, pelo patrocinador, das recomendações apresentadas pela equipe.  Essa apreciação deve ocorrer dentro do prazo definido (um ou dois dias);
7. Implantação das soluções aprovadas, pela equipe, nos próximos noventa dias.